# 長岡短期大学
長岡短期大学（ながおかたんきだいがく、英語: Nagaoka Junior College）は、新潟県長岡市御山町80-8に本部を置いていた日本の私立大学である。1971年に設置され、2002年に廃止された。大学の略称は長短。

## 概要

### 大学全体
- 新潟県長岡市に所在した日本の私立短期大学で、設置主体は学校法人中越学園[1]。
- 1971年に長岡女子短期大学として開学し、1973年に男女共学となる。最終的な入学定員は各学科とも150名となっていた。
- 2000年度の入学生を最後に[注釈 2]、2002年に短期大学としての使命を終える[2]。

### 教育および研究
- 経済学、経営情報学といったビジネス系に程近い教育が行われていた。

### 学風および特色
- 留学生の受入れをおこなっていた。

## 沿革
- 1905年
  - 斉藤女学館が創設される[3]。
- 1971年
  - 3月10日 左記を以て文部省[注 1]より短期大学の設置が認可される[4]。
  - 4月1日 長岡女子短期大学（ながおかじょしたんきだいがく）として以下の学科体制にて開学[5]。
    - 経済学科 入学定員150名[注 2]

  - 5月1日 学生数[7]/定員
    - 経済学科 17[注釈 3]/150
- 1972年
  - 5月1日 学生数[8]/定員
    - 経済学科 34[注釈 3]/300
- 1973年
  - 4月1日 長岡短期大学と改称され[9]、男子学生の募集を開始する。
  - 5月1日 学生数[10]/定員
    - 経済学科 82[注 3]/300
- 1985年
  - 5月1日 学生数[11]/定員
    - 経済学科 234[注 4]/300
- 1986年
  - 4月1日 経済学科を以下の通り専攻分離する[注 5]。
    - 経済専攻 入学定員100名[注釈 4]
    - 経営情報専攻 入学定員50名[注釈 4]

  - 5月1日 学生数[15]/定員
    - 経済学科 288[注 6]/300
- 1987年
  - 5月1日 学生数[16]/定員
    - 経済学科 409[注 7]/300
- 1990年
  - 4月1日 以下の学科を増設する[17]。
    - 経営情報学科 入学定員100名[注 8]

  - 5月1日 学生数[20]/定員
    - 経済学科 310[注 9]/250
    - 経営情報学科 130[注 10]/100
- 1991年
  - 4月1日 経済学科の入学定員を100→150に[注 11]。
  - 5月1日 学生数[24]/定員
    - 経済学科 319[注 12]/250
    - 経営情報学科 268[注 13]/200
- 1992年
  - 4月1日 経営情報学科の入学定員を100→150に増員[注 14]。
  - 5月1日 学生数[注 15]/定員
    - 経済学科 393[注 16]/300
    - 経営情報学科 329[注 17]/250
- 1993年
  - 4月1日 専攻科の設置が認められ、以下の課程を設ける[注 18]。
    - 経済専攻 入学定員★名

  - 5月1日 学生数[31]/定員
    - 経済学科 412[注 19]/300
    - 経営情報学科 410[注 20]/300
- 1999年
  - 5月1日 学生数[32]/定員
    - 経済学科 275[注 21]/300
    - 経営情報学科 309[注 22]/300

  - 4月1日 この年度で短期大学としての学生募集を最終とする[注釈 2]。
- 2002年
  - 7月30日 左記をもって正式に廃止とする[2]。

## 基礎データ

### 所在地
- 新潟県長岡市御山町80-8[注釈 1]

### 象徴
- 長岡短期大学のカレッジマークは「Nagaoka Junior College」の略称である「N・C」の文字をデザイン化したものとなっていた[33]

## 教育および研究

### 組織

#### 学科
- 経済学科 入学定員150名[注釈 5]
- 経営情報学科 入学定員150名[注釈 5]

#### 専攻科
- 経済専攻 入学定員☆名

#### 別科
- なし

#### 取得資格について
- 経済学科にて中学校教諭二種免許状（社会）が設置されていた[注 23]

#### 附属機関
- 生涯学習センター：1994年に設置された
- 地域研究センター：1991年に設置された

### 研究
- 『長岡短期大学生涯学習センター研究実践報告』[37]
- 『長岡短期大学研究紀要』[38]

## 学生生活

### 部活動・クラブ活動・サークル活動
- 長岡短期大学で活動していたクラブ活動[3]
  - 体育系：サッカー・卓球・バスケットボール・バレーボール・バドミントン・テニス・野球ほか
  - 文化系：華道・茶道・手話・軽音楽ほか

## 施設

### キャンパス
- 図書館・学生ホール・語学施設などが建設された。当時、図書館の所蔵資料数はおよそ40,000冊となっていた。

### 寮
- 特になし。

## 対外関係

### 系列校
- 中越高等学校
- 長岡みどり幼稚園

## 社会との関わり
- 公開講座を行っていた。

## 卒業後の進路について

### 編入学･進学実績
- 経済学科：中央大学ほか
- 経営情報学科：新潟大学・福島大学ほか

## 関連サイト
- 長岡大学の沿革